# Canon PowerShot SX60 HS
SX50 HS SX70 HS
Le Canon PowerShot SX60 HS est un appareil photographique bridge à zoom puissant annoncé par Canon le 15 septembre 2014. Il possède une des plus grandes plages de zoom parmi les appareils numériques. Il possède un zoom optique 65x qui couvre la focale équivalente en 35 mm de 21-1365 mm. C'est le premier appareil Canon de cette classe qui a une prise microphone externe.

## Comparaison aux modèles précédents et suivants
| Modèle            | PowerShot SX40 HS | PowerShot SX50 HS  | PowerShot SX60 HS  | PowerShot SX70 HS  |
| ----------------- | ----------------- | ------------------ | ------------------ | ------------------ |
| Pixels            | 12.1 MP           | 12.1 MP            | 16.1 MP            | 20 MP              |
| Plage focale      | (35x) 24 - 840 mm | (50x) 24 - 1200 mm | (65x) 21 - 1365 mm | (65x) 21 - 1365 mm |
| Plage d'ouverture | f/2.7 - f/5.8     | f/3.4 - f/6.5      | f/3.4 - f/6.5      | f/3.4 - f/6.5      |
| Plage ISO         | 100 - 3200        | 80 - 6400          | 100 - 6400         | 100 - 3200         |
| Taille LCD (")    | 2.7               | 2.8                | 3.0                | 3.0                |
| Poids             | 557 g             | 551 g              | 649 g              | 608 g              |
| Connectivité      |                   |                    | WiFi intégré       | WiFi intégré       |